# النزهة (السدة)

تعديل مصدري - تعديل

النزهة محلة تابعة لقرية خرابة طاهر، التابعة لعزلة الاعماس بمديرية السدة إحدى مديريات محافظة إب في الجمهورية اليمنية.، بلغ تعداد سكانها 34 حسب تعداد اليمن لعام 2004.